# Синус версус
Синус версус је тригонометријска функција {\displaystyle y=\operatorname {versin} x=1-\cos x,} слика десно.
Функција се назива и версинус. Ови називи су данас веома ретко у употреби. Граф версинуса је косинусоида транслирана за један горе. Свугде је дефинисана. Нуле су у тачкама {\displaystyle \left(2k\pi ,0\right),} на осталим местима је позитивна, основни период је 2π, минимуми су у нулама, а максимуми {\displaystyle \left((2k+1)\pi ,2\right).}
 Синус версус угла алфа је однос {\displaystyle {\frac {\overline {AB}}{\overline {OC}}}}, на слици (2) лево, gde je B пројекција врха покретног радијус-вектора на апсцису. Заменом дужина са слике добићемо да је синус версус угла алфа 1 - cosα.
Појам синуса версуса уведен је у 17. веку и данас се скоро уопште не употребљава. Руски математичар П. Л. Чебишев је сматрао да ће синус версус играти важну улогу у математици.
Латински: sinus - испупченост, надутост; versus - (пре) окренут; sinvers - (пре) окренути синус.